# Amutria

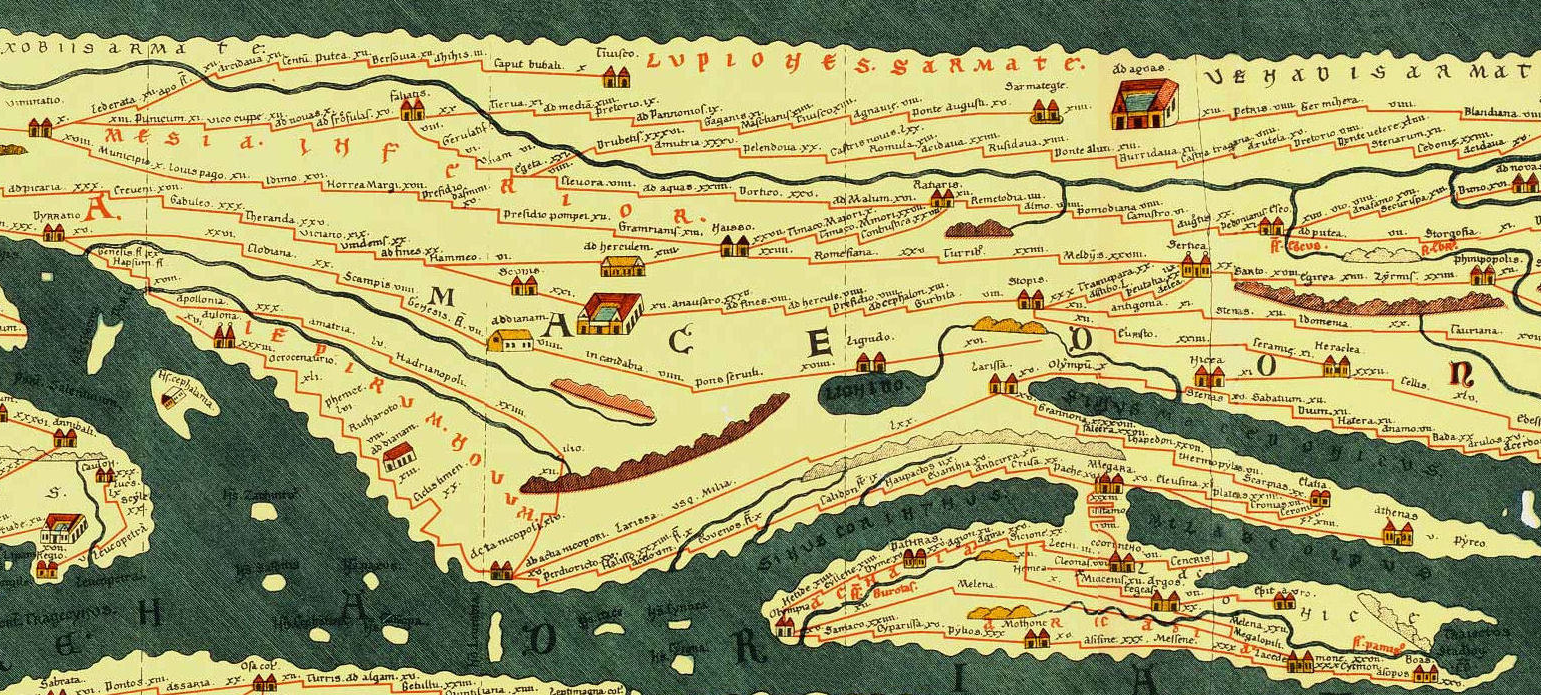
Amutria a la Tabula Peutingeriana (centre superior)

Amutria (Amutrion, Amutrium, Admutrium, Ad Mutrium, Ad Mutriam, grec antic: Ἀμούτριον ) va ser una ciutat dacia propera al Danubi i inclosa a la xarxa viària romana, després de la conquesta de Dàcia.
El nom és homònim amb l'antic nom del proper riu Motru. La seva possible posició a la cruïlla d'aquest riu li dona una certa importància.